# CD8
CD8 (ang. cluster of differentiation 8) to błonowa glikoproteina o masie cząsteczkowej 13,5 kDa będąca koreceptorem cząsteczki TCR. CD8 wiąże się z białkami głównego układu zgodności tkankowej klasy I (MHC klasy I). Cząsteczka CD8 jest dimerem, a każda z podjednostek (CD8α i CD8β) jest kodowana przez osobny gen. U człowieka obydwa geny CD8 są zlokalizowane na chromosomie 12. CD8 występuje przede wszystkim na limfocytach T cytotoksycznych, a także na komórkach dendrytycznych, komórkach NK oraz tzw. podwójnie dodatnich tymocytach. W odróżnieniu od cząsteczki CD4, której ekspresja jest zachowana w przypadku białaczek wywodzących się z limfocytów T, CD8 zwykle jest tracona przez komórki nowotworowe.

## Struktura
CD8 należy do nadrodziny białek immunoglobulinopodobnych. Dimer występujący na powierzchni komórek zwykle składa się z podjednostki α i podjednostki β, ale niektóre komórki wykazują obecność mniej powszechnego dimeru CD8α-CD8α. CD8 zawiera także fragment błonowy oraz krótki fragment wewnątrzcytoplazmatyczny. Zewnątrzkomórkowa część CD8 ma strukturę domeny immunoglobulinowej IgV.

## Funkcja
Rolą CD8 jest wiązanie cząsteczek MHC klasy I, co z jednej strony stabilizuje kontakt pomiędzy limfocytem T cytotoksycznym i komórką docelową a z drugiej wspomaga aktywację limfocytu poprzez wzmocnienie szlaków sygnałowych biegnących od receptora TCR.